# MTV Europe Music Award al miglior artista interattivo
L'MTV Europe Music Award al miglior artista interattivo (MTV Europe Music Award for Web Award) è stato uno dei premi dell'MTV Europe Music Award, che è stato assegnato dal 2001 al 2003 e, nuovamente, nel 2007.

## Albo d'oro

### Anni 2000
| Anno | Vincitore   | Nominati                                                                     |
| ---- | ----------- | ---------------------------------------------------------------------------- |
| 2001 | Limp Bizkit | - Daft Punk - Depeche Mode - Gorillaz - U2                                   |
| 2002 | Moby        | - Black Rebel Motorcycle Club - David Bowie - Linkin Park - U2               |
| 2003 | Goldfrapp   | - Junior Senior - Madonna - Marilyn Manson - Queens of the Stone Age         |
| 2007 | Tokio Hotel | - Thirty Seconds to Mars - Depeche Mode - Fall Out Boy - My Chemical Romance |